# Arnold Kanter
Arnold Lee Kanter (* 27. Februar 1945 in Chicago, Illinois; † 10. April 2010 in Baltimore, Maryland) war ein US-amerikanischer Diplomat, der als United States Under Secretary of State für politische Angelegenheiten den dritthöchsten Posten im Außenministerium der Vereinigten Staaten bekleidete.

## Leben
Nach dem Schulbesuch studierte Kanter an der University of Michigan und erwarb dort 1966 einen Bachelor of Science. Ein anschließendes postgraduales Studium der Politikwissenschaften an der Yale University beendete er zunächst 1969 mit einem Master of Philosophy, ehe er 1975 einen Philosophiae Doctor (Ph.D.) der Yale University erwarb. Während des Studiums wurde er Mitglied der akademischen Verbindung Phi Beta Kappa.
1977 trat er in das US-Außenministerium ein und war dort zunächst bis 1985 tätig sowie zeitweise Mitarbeiter des Defense Policy Board. Im Anschluss wechselte er zur Denkfabrik Rand Corporation und war dort bis 1989 nicht nur beigeordneter Direktor für Internationale Sicherheit und Verteidigungsprogramme, sondern zeitgleich auch Direktor des Programms für nationale Sicherheitsstrategien. Nach seinem Ausscheiden aus der Rand Corporation blieb er dieser als Senior Fellow weiterhin verbunden und war zwischen 1989 und 1991 Leitender Direktor für Verteidigungspolitik und Rüstungskontrolle des Nationalen Sicherheitsrates.
Im Oktober 1991 kehrte er ins State Department zurück und übernahm bis Januar 1993 als Under Secretary of State für politische Angelegenheiten den dritthöchsten Posten im Außenministerium der Vereinigten Staaten. In dieser Funktion führte er 1992 in New York City Gespräche mit dem Sekretär der Partei der Arbeit Koreas Kim Yong-sun sowie mit dem Vize-Außenminister Nordkoreas Kim Kye-kwan.
Nach seinem Ausscheiden aus dem Regierungsdienst war Kanter von 1994 bis zu seinem Tode Partner von The Scowcroft Group, eine vom ehemaligen Nationalen Sicherheitsberater Brent Scowcroft gegründete Beratungsgesellschaft. Während dieser Zeit war er von 2001 bis 2003 auch Mitglied des President’s Intelligence Advisory Board.
Kanter, der auch Professuren an der Ohio State University und der University of Michigan wahrnahm, war außerdem für zahlreiche weitere außen- und sicherheitspolitische Organisationen und anderen Institutionen tätig wie der Trilateralen Kommission, der Brookings Institution, dem International Institute for Strategic Studies sowie der Markle Foundation.
Daneben war er Mitglied des Board of Directors des Atlantic Council, Mitglied der Strategiegruppe des Aspen-Instituts, Vorsitzender eines Runden Tisches zur Nationalen Sicherheit des Council on Foreign Relations sowie Senior Associate des Forum for International Policy.